# Loi sur les langues officielles (Ontario)
Lire en ligne

http://www.e-laws.gov.on.ca/html/statutes/french/elaws_statutes_90f32_f.htm

Aucune loi sur les langues officielles n'existe en Ontario, la province demeurant une province unilingue anglaise (seul le Nouveau-Brunswick est officiellement bilingue). L'Ontario s'est en revanche dotée d'une loi sur les services en français.

## Loi sur les services en français (LSF)
Cette loi voit le jour en 1986, notamment grâce au travail de M. Bernard Grandmaître. Elle est également connue sous les noms LSF ou Loi 8.
Le préambule de la Loi reconnait l’apport du patrimoine culturel de la population francophone de l’Ontario et souligne la volonté du législateur de préserver cet héritage pour les générations à venir.
La LSF a été modifiée en 2009 : 

« En Ontario, la Loi sur les services en français confère aux citoyennes et citoyens le droit de recevoir des services en français du gouvernement provincial notamment dans les régions désignées. Tous les ministères et organismes gouvernementaux dans ces régions doivent offrir des services en français à leur clientèle, même si leurs bureaux sont situés à l’extérieur d’une région désignée.  Donc, peu importe où sont situés les bureaux gouvernementaux, c’est la localisation de la clientèle qui détermine l’offre des services en français, selon la région désignée.
En vertu de la Loi, le commissaire reçoit et traite les plaintes du public concernant des manquements en matière de services gouvernementaux en français en Ontario. Le commissaire peut soumettre ses recommandations à la ministre déléguée aux Affaires francophones par l’entremise de son rapport annuel.
La Loi exclut les municipalités de la définition d’organisme gouvernemental. Le commissaire ne peut enquêter sur des plaintes relevant de la compétence fédérale ou du domaine privé. Seuls les organismes gouvernementaux provinciaux sont assujettis à la Loi »

— Commissariat aux services en français

## Administration et francophonie
L'Ontario possède un ministère des Affaires francophones qui est sous la responsabilité de Mme Caroline Mulroney, procureure générale et ministre des Affaires francophones.
Les Franco-Ontariens ont également, depuis 2007, un Commissariat aux services en français. Me François Boileau occupe le poste de commissaire depuis la fondation du Commissariat.